# The Photo Album
The Photo Album is het derde album van de indieband Death Cab for Cutie. Het werd in 2001 in de Verenigde Staten uitgebracht onder het label van Barsuk.

## Bezetting
- Ben Gibbard - zang
- Nick Harmer - bas
- Michael Schorr - drums
- Chris Walla - gitaar

## Met medewerking van
- Sean Nelson zong de hoge zangpartijen in het nummer Blacking Out the Friction en verzorgde de harmonische zang in het nummer I Was a Kaleidoscope.
- John Vanderslice zong de lage noten in in het nummer Blacking Out the Friction en was achtergrondzanger in het nummer I Was a Kaleidoscope.

## Tracklist
1. Steadier Footing
2. A Movie Script Ending
3. We Laugh Indoors
4. Information Travels Faster
5. Why You'd Want to Live Here
6. Blacking Out the Friction
7. I Was a Kaleidoscope
8. Styrofoam Plates
9. Coney Island
10. Debate Exposes Doubt

Ben Gibbard · Chris Walla · Nick Harmer · Nathan Good · Michael Schorr · Jason McGerr
Albums: You Can Play These Songs with Chords · Something About Airplanes · We Have the Facts and We're Voting Yes · The Photo Album · You Can Play These Songs with Chords (Reissue) · Transatlanticism · Plans